# Pomatostegus kroeyeri
Pomatostegus kroeyeri är en ringmaskart som beskrevs av Morch 1863. Pomatostegus kroeyeri ingår i släktet Pomatostegus och familjen Serpulidae. Inga underarter finns listade i Catalogue of Life.